# كوين دو
كوين دو (بالإنجليزية: Quinn Do)‏ هو لاعب بوكر أمريكي وفيتنامي، ولد في 9 أكتوبر 1975 في فيتنام.